# 兰巴赫 (摩泽尔省)
兰巴赫（法語：Lambach，法語發音：[lambax]；洛林法兰克语：Lampach）是法国摩泽尔省的一个市镇，属于薩爾格米訥區。

## 地理
兰巴赫（49°2'6"N, 7°21'35"E）面积5.54 平方千米，位于法国大東部大區摩泽尔省，该省份为法国东北部内陆省份，是洛林的一部分，西南接默尔特-摩泽尔省，东临下莱茵省，北与卢森堡和德国接壤。
与兰巴赫接壤的市镇（或旧市镇、城区）包括：昂尚贝尔、伦贝格、雷耶斯维莱尔、锡尔斯塔勒。
兰巴赫的时区为UTC+01:00、UTC+02:00（夏令时）。

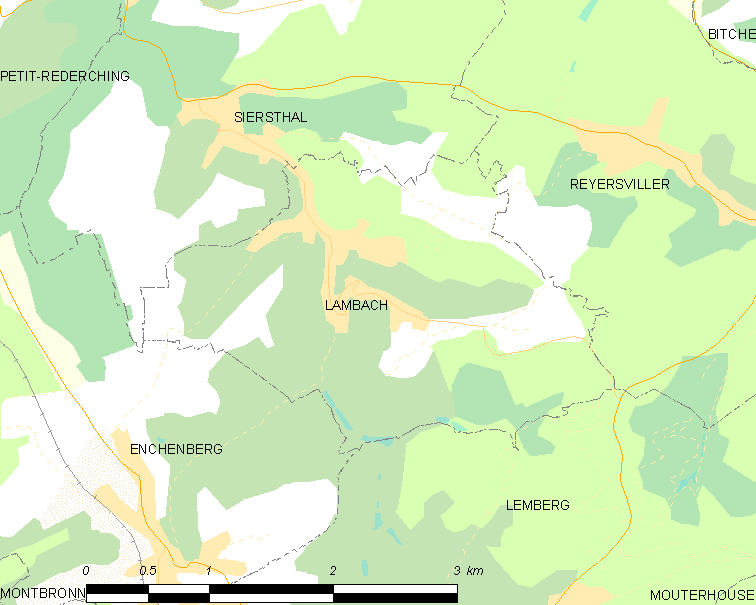
兰巴赫的OSM定位图

## 行政
兰巴赫的邮政编码为57410，INSEE市镇编码为57376。

## 政治
兰巴赫所属的省级选区为比奇县。

## 人口

1962-2008年间兰巴赫人口变化图示

兰巴赫于2022年1月1日时的人口数量为475人。